# Geravy

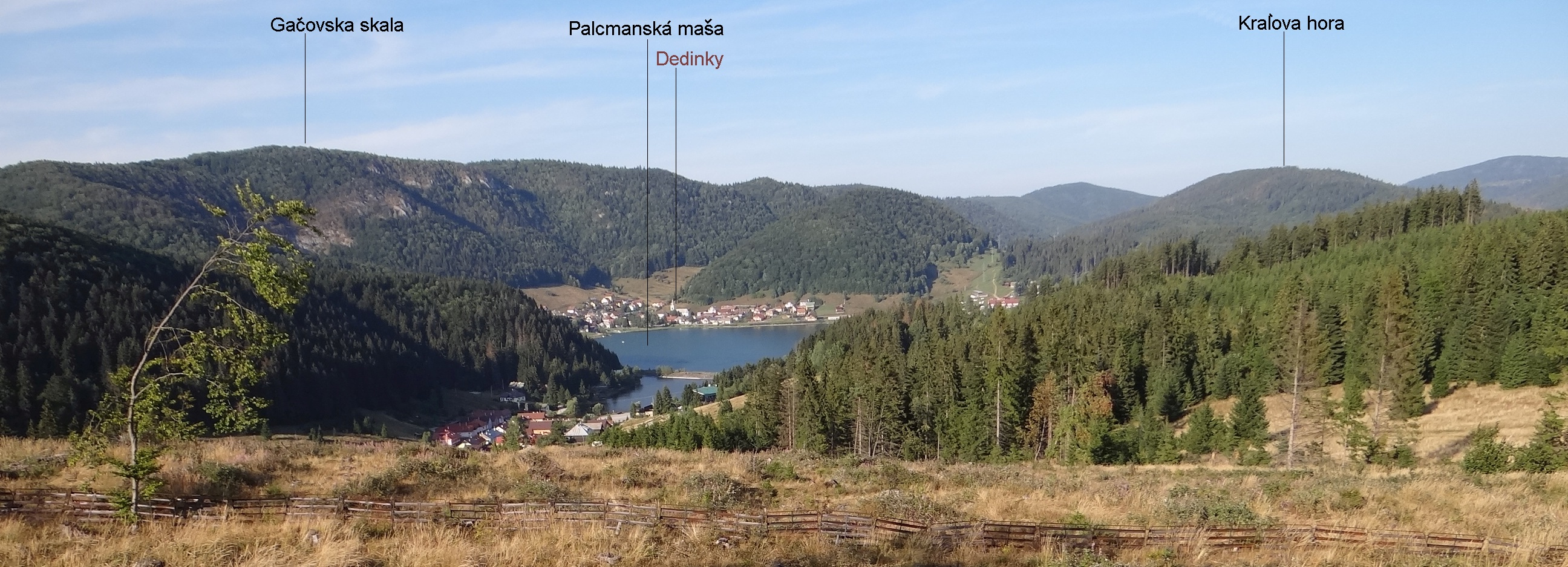
Widok na płaskowyż Geravy z południowej strony, z szosy

Geravy – wapienny płaskowyż w południowej części Słowackiego Raju. Znajduje się po północnej stronie miejscowości Dedinky i sztucznego zbiornika wodnego Palcmanská Maša. Ograniczony jest przez wzniesienia Suchý vrch, Červená skala, Holý kameň i Gačovska skala. Na płaskowyżu znajduje się kilka polan: Geravy, Veľka poľana, Bránka.
Płaskowyż ma długość 5 km i szerokość 1,7 km. Występuje w nim duża ilość zjawisk krasowych. Z wielu stron płaskowyż opada stromymi, pionowymi ścianami skalnymi, niektóre z nich mają wysokość ponad 100 m. Skalne przepaście, znajdujące się na południowych zboczach, opadają stromo do doliny Hnilca.  Znajduje się w nich udostępniony turystycznie wąwóz Zejmarská roklina. Przez płaskowyż prowadzi kilka szlaków turystycznych i ścieżka dydaktyczna „Juh“, wyznaczone są także trasy narciarstwa biegowego. Na polanie Geravy jest górski hotel Geravy z bufetem i stadniną koni oraz pomnik bohaterów słowackiego powstania narodowego. 
Dostęp na płaskowyż możliwy był dostęp za pomocą krzesełkowej kolei linowej z Dedinek. Obecnie kolej jednak nie kursuje.